# 해머던지기
해머던지기(Hammer throw)는 지름 2.135m의 원 안에서 7.25kg(여자는 4kg)의 해머를 두 손으로 잡고 원심력을 이용하여 될 수 있는 한 멀리 던지는 경기이다.
보통 몸을 3~4회전 하면서 해머의 머리 부분 스피드를 높이면서 던진다. 체중이 무거운 선수는 회전 반경을 크게 할 수 있는 이점이 있다. 남자 경기는 1900년 하계 올림픽, 여자 경기는 2000년 하계 올림픽 때부터 실시되었다. 현재 세계 기록은 남자는 소비에트 연방의 유리 세디흐(Ю́рий Седы́х)가 1986년에 세운 86.74m이고, 여자는 폴란드의 아니타 브워다르치크(Татьяна Лысенко)가 2016년에 세운 82.29m이다.